# Raymond Barry
Raymond Barry (ur. 7 października 1949) – australijski zapaśnik walczący w stylu wolnym. Olimpijczyk z Monachium 1972, gdzie zajął 26. miejsce w wadze koguciej.
Zajął piąte miejsce na igrzyskach Wspólnoty Narodów w 1978 roku.

## Letnie Igrzyska Olimpijskie 1972
| Konkurencja      | Rundy eliminacyjne | Rundy eliminacyjne       | Klas. końcowa |
| Konkurencja      | Przeciwnik I       | Przeciwnik II            | Miejsce       |
| ---------------- | ------------------ | ------------------------ | ------------- |
| 57 kg styl wolny | Prem Nath (IND) P  | Eduardo Maggiolo (ARG) P | 26.           |